# Char
Pour les articles homonymes, voir Char (homonymie).
 (novembre 2015).
Améliorez-le ou discutez des points à vérifier. 

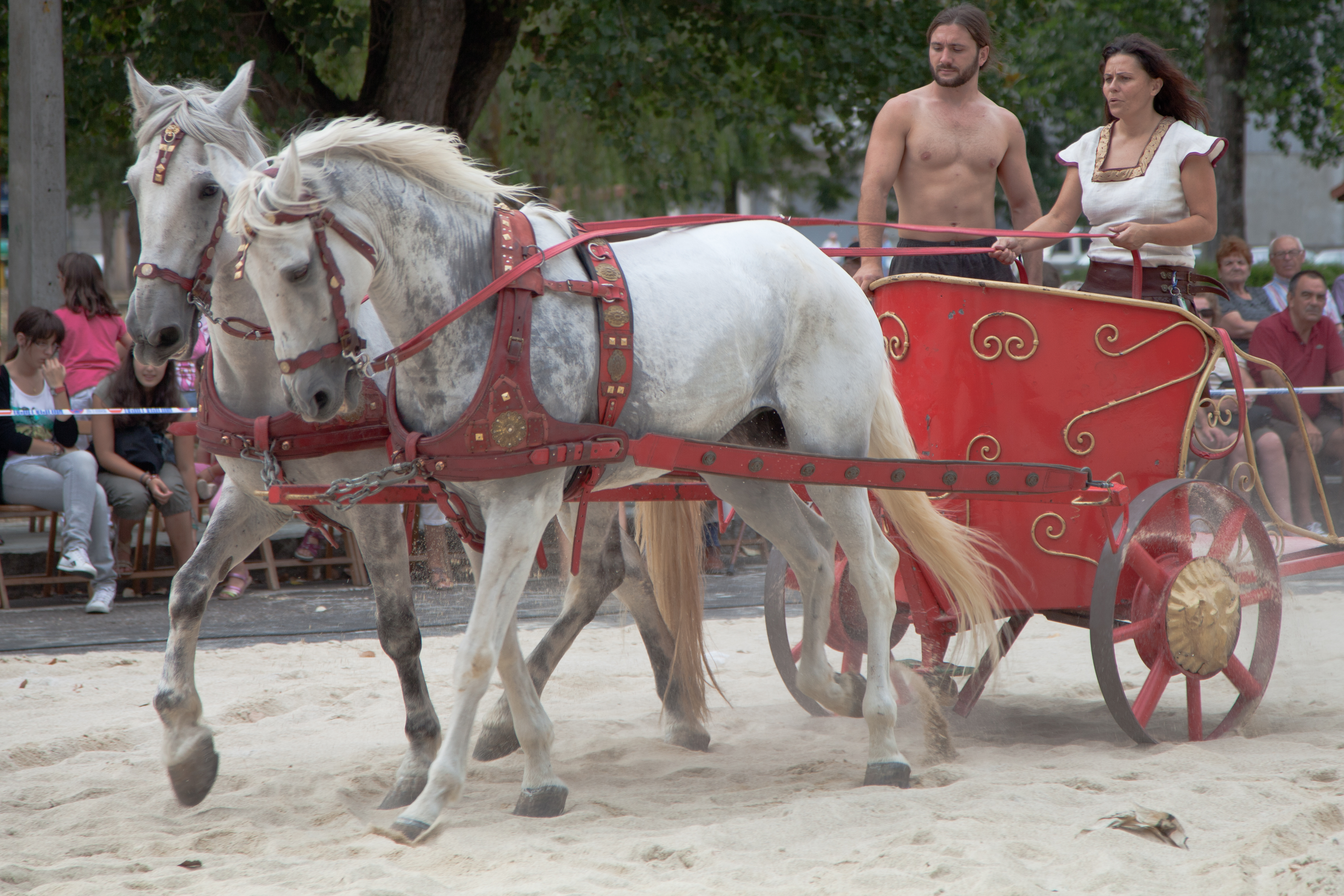
Reconstitution d'un char romain

Le char est un véhicule attelé à un ou plusieurs animaux et roulant sur des roues, celles-ci assemblées par paire via un essieu, chaque paire solidaire formant un train roulant. Il faut pourtant distinguer en français la voiture antique le plus souvent à deux roues (un train roulant), soit les chars de combat, de course ou de jeux de cirque, des cérémonies publiques des cités ou de la mythologie gréco-romaine... des différents types de chars médiévaux ou de l'époque moderne, véhicules le plus souvent à deux trains, plus ou moins sophistiqués, que les mondes paysans et marchands, guerriers et seigneuriaux, miniers ou rouliers, ont employé pour le charroi des matériaux, des diverses matières et des hommes, ou encore pour la fête profane ou le défilé officiel. 
L'invention antique du char de guerre constitue un tournant considérable dans l'histoire militaire. Les escadrilles de chars permettaient des offensives foudroyantes, sur la plupart des terrains secs ou humides, sableux, pierreux, terreux, même en milieu lacustre humide. Le bruit et parfois la poussière soulevée en faisaient une arme psychologique. L'attaque rapide en virage serré permettait par exemple à l'archer, placé à côté du conducteur, de décocher ses traits sur l'ennemi et de s'éloigner le plus vite possible du groupe d'armée en marche. Toutefois, l'infanterie antique a trouvé des parades plus ou moins sophistiquées aux attaques massives, en creusant des pièges ou des mines (trous), en érigeant des dispositifs de pieux ou des palissades protectrices, eux-mêmes portés par des chars de transport. Les concaténations, voire les amas en vrac, de lourds chars de transport ont toujours constitué des barrières défensives redoutables jusqu'à l'époque moderne.
Le char de combat ou d'assaut militaire, motorisé, apparu en 1917 et dissimulé sous des appellations banales comme tank, mot anglais pour « réservoir », est un véhicule automobile blindé à roues ou plus souvent à chenilles, destinées à assurer une mobilité sur tous les terrains (à l'instar du char paysan ou du chariot marchand médiéval traçant sa route), y compris amphibie ou forestier, et surtout une progression, la plus sécurisée possible, au-delà des lignes de front adverses.

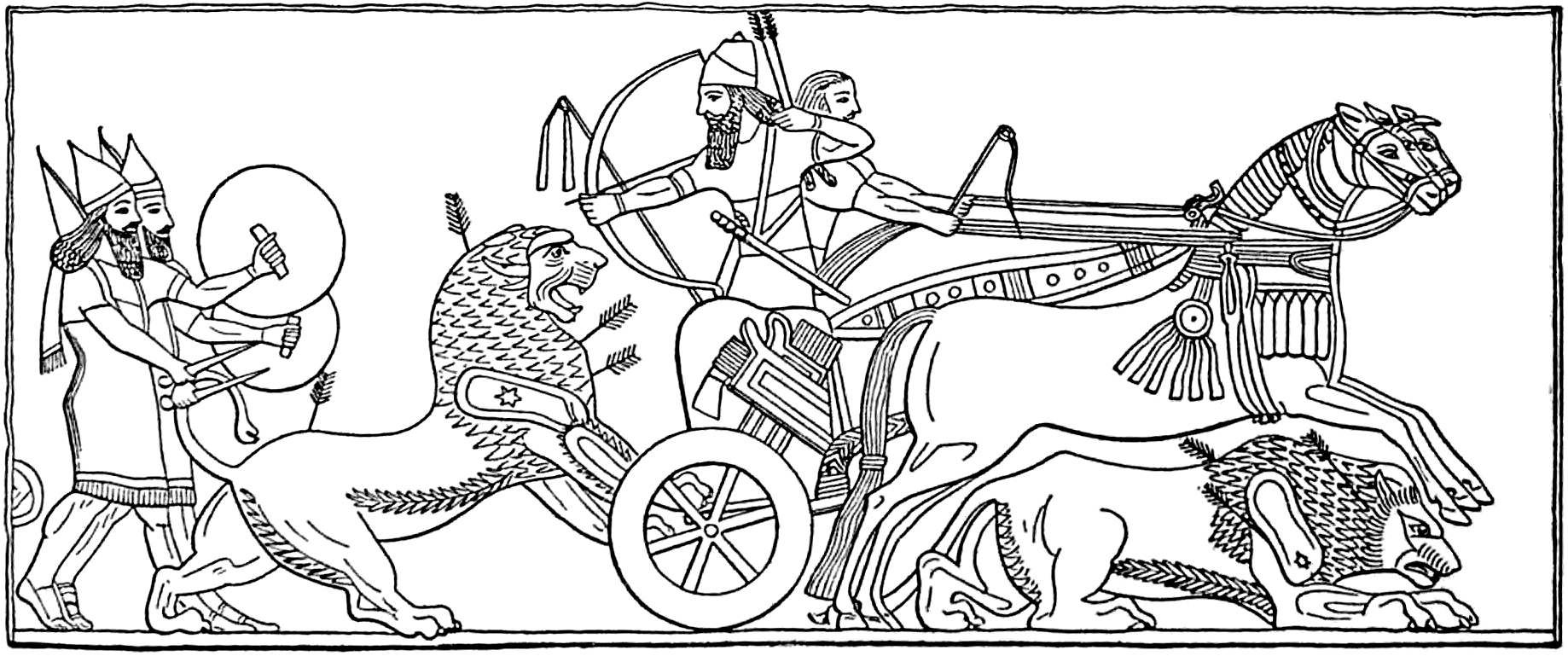
Un souverain assyrien chassant le lion depuis son char.

## Étymologie
Char est issu du latin médiéval carrus lui-même emprunt au gaulois carros, le mot étant attesté vers 1170 en ancien français. Le carre désigne en 1080 dans la chanson de Roland une voiture. Le carrus gaulois similaire carrus, soit un chariot à quatre roues selon César, alors que le gaulois carpentum, également adopté en latin désigne l'antique char à deux roues (ainsi que, dans la Rome impériale, une voiture de transport à deux roues et caisse rectangulaire, parfois couverte, supposée d'origine gauloise). Char et charriage sont deux mots de même famille que le verbe français charger, issu du latin d'origine gauloise carricare au sens de « transporter, mener en voiture, amener à la voiture ou au bateau » La parenté s'impose aussi avec le verbe carguer et le substantif cargo

## Un art antique: la charrerie
Le char était conçu et fabriqué, amélioré et réparé dans les ateliers du charron. Or, l'archéologie des mondes eurasien et méditerranéen, notamment avec les preuves indirectes des ornières taillées dans les anciennes voies de passage ou carrières, affirme que la charrerie est une activité très ancienne. La roue à moyeu et à rayons est attestée communément à l'époque du Bronze final, par exemple sur le site suisse de Cortaillod ou isérois de La Côte-Saint-André.
Les deux inventions techniques fondamentales datent respectivement de IVe millénaire av. J.-C. et de 2000 av. J.-C. : 
- d'abord les premières roues, en bois plein ou en planches jointes dans un premier temps, elles font leur apparition durant le IVe millénaire av. J.-C. en Europe et au Proche-Orient, la plus ancienne roue en bois connue à ce jour qui est montée sur un axe pour le transport en chariot est la roue de Ljubljana Marshes découverte en 2002 enfouie dans un marais près de la capitale Ljubljana en Slovénie[1], elle est datée au radiocarbone de 3340-3030 av. J.-C., d'autres roues ou des représentations de roues sont connues en divers lieux durant le IVe millénaire av. J.-C. en Europe[2],[3], le « tour de potier » qui est une technique s'apparentant à la roue était également connue en Mésopotamie IVe millénaire av. J.-C. mais l’apparition de vraies chariots à roue y est plus tardive.

- Ensuite la roue à rayons et à jante, en bois cerclé de bronze, à la fois bien plus légère et plus stable, fait son apparition vers 2000 av. J.-C. dans la culture de Sintashta dans le sud de l'Oural et se répand rapidement dans toute l'Eurasie et jusqu'en Égypte où elle est introduite sous la domination des Hyksôs durant la seconde période intermédiaire.

Le transport à roues proprement dit apparaît dans les steppes eurasiennes à l'époque de l'Âge du bronze précoce de la culture Yamna et de la culture Novotitorovskaya (environ 3600 à 2200 av. J.-C.), une culture locale de la région du Kouban qui s'est développée à partir de la culture de Yamna. Les sépultures de la culture Yamna sont les plus anciennes de la steppe, accompagnées soit de wagons à quatre roues complets ou de leurs roues. Les wagons et les roues étaient construits en planches lourdes, il est donc admis qu'ils étaient tirés par des bovins et utilisés comme moyen de transport et comme maisons mobiles.
Dans les steppes eurasiennes, à l'Âge du bronze, apparaît également le véloce char de combat à deux roues et timon, ce timon solidaire de la caisse, terminé par un joug prenant appui sur les épaules de deux équidés attelés. L'invention de la charrette à deux roues, pas nécessairement tractée par un âne ou un cheval, mais aussi par une paire de bovidés est concomitante. Il existe enfin très rapidement une gamme de chars de transport, véhicules plus lents, souvent à grande charge utile, à vocation agricole (par exemple, rentrer les récoltes), sylvicole (bois de feu ou construction), minière ou marchande (sel, produits de base pondéreux dont l'étain, le cuivre, les autres minerais, les diverses pierres taillées, les briques...), qui complète la panoplie existante des traîneaux, pour charrier, en dehors des espaces portuaire ou de flottage, les ressources nécessaires aux villages et villes fortifiées.
À la fin de l'Antiquité, ce type de charrerie, plus ou moins amélioré, est attesté de l'extrême-Orient chinois aux pourtours de la Méditerranée jusqu'au Sahara. Il faut signaler une autre tradition de charrerie, celle du chariot à quatre roues et à timon mobile et solidaire du train-avant, plus ou moins pivotant, pour que le chariot puisse tourner plus ou moins facilement : née à la même première période, cette tradition se développe dans la bande des steppes eurasiennes pour atteindre à la fin de l'âge du Bronze l'Europe occidentale, voire ses confins nordiques et occidentaux, au début de l'âge du fer (1000 à 500 av. J.-C.).

## L'art des charrons d'Europe occidentale

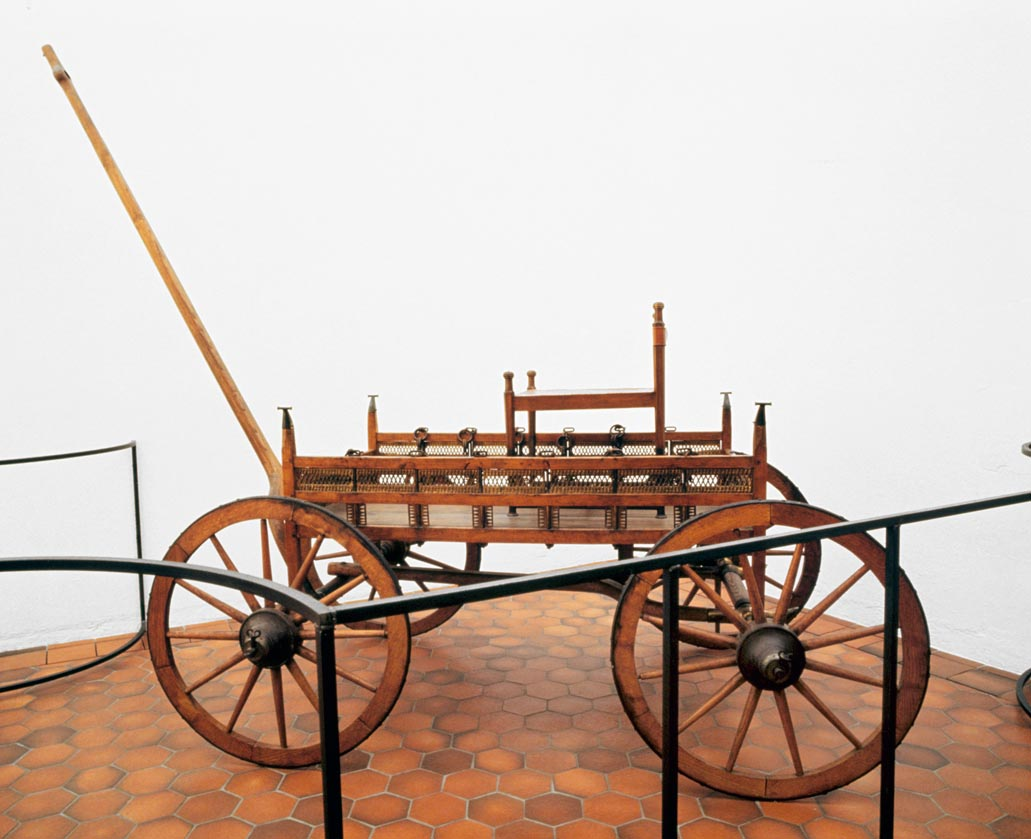
Char d'Ohnenheim exposé au Musée archéologique de Strasbourg.

Les modèles réduits des chars mis au jour en Europe occidentale, sont fabriqués en diverses matières, notamment en alliages métalliques avec des revêtements de bois, et ont probablement des significations religieuses, à l'instar des rouelles ou des roues enflammées mises en mouvement préservées dans les rituels issus des cultes solaires. Le char de Haßloch au Palatinat possède des roues à cinq rayons. À la fin du premier âge du fer, il n'est pas rare de les retrouver dans les tertres funéraires, par exemple le char d'Ohnenheim.
Les techniques ont mué rapidement avec les siècles : les chars rituels ou d'apparat, les chars de transports funéraires ou de cérémonies d'ouverture de circulation sont des rappels complexes d'état antérieur. Par exemple, le char de guerre, employé par les peuplades belges, tant orientales qu'occidentales, renommées par leurs charrons (carpentarii) au IIIe siècle av. J.-C., n'a plus aucune fonction militaire au Ier siècle av. J.-C., alors qu'il est encore pérennisé par des cérémonies publiques à vocation religieuse ou mémorielle (monument d'Igel des Trévires).
L'art de la charronnerie européenne reposerait sur une maîtrise technique celte, maintenue et largement divulguée à l'époque gallo-romaine, des modèles utilitaires. Le musée antique de Cologne, le musée archéologique de la ville de Strasbourg... en dévoilent quelques aspects. Le monde médiéval en est l'héritier, non sans en accroître la maîtrise technique culminant du XIe au XIIe siècle dans une course à l'adaptation à des fonctions spécifiques. Il faut mettre à part le rituel de transport du roi sacré mérovingien, par un lourd et gigantesque chariot à roues pleines, tiré par une douzaine de bœufs. Il s'agit plus du prestige régalien sacré du lent et rituel « char de l'État » , qu'une manifestation d'efficacité technique de l'époque. Les roues en bois plein sont attestés dans plusieurs cultures, que ce soit sur le char de la civilisation de l'Indus à Harappa ou Mohenjo-Daro en 2000 av. J.-C. ou sur l'ancien chariot-traîneau des paysans gallois ou irlandais, encore utilisé début XXe siècle, avec ses petites roues faites de trois planches, inférieures à 80 cm. Le premier char offrait le meilleur compromis résistance de la roue/techniques simples d'époque, le second possède une roue résistante, profilée avec de l'écuanteur, comme si elle avait des rayons, mais sans les inconvénients de faiblesse, le chariot apte au charriage rustique de lourdes charges.

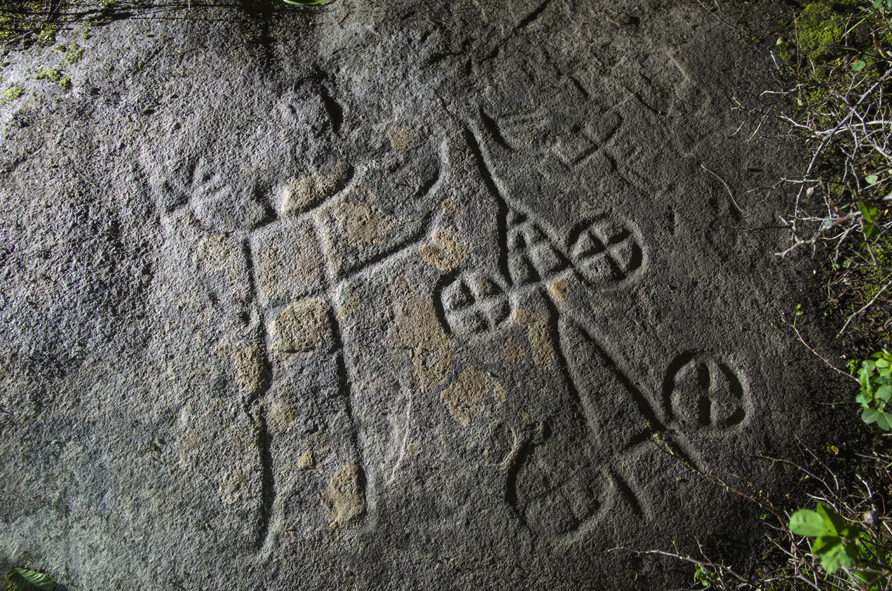
Gravure typique du Bohuslän : à droite un chariot, à gauche un géant (le premier charron ?)

Dans le nord de l'Europe, les gravures de Bohuslän, datée de l'âge du fer nordique (Ier et IIe siècles) en Suède actuelle, nous dévoile l'origine du chariot à quatre roues, avec avant-train articulé par rapport à l'arrière-train : il s'agit de l'association de deux chars ou trains, le triangle du timon du char de derrière (arrière-train) étant fixé au corps d'essieu du premier char, par une cheville ouvrière mobile. Dans ces conditions, l'avant-train tourne indépendamment de l'arrière-train, et mieux encore si les roues avant sont petites. Ce petit chariot ou char maniable, que l'on retrouve sous diverses formes chez les Germanii du IIIe siècle ou chez les paysans flamands, risque moins de verser. Ces dessins, autant un véritable cours qu'une dédicace solaire, sont les précurseurs du char paysan et du chariot de roulage de l'époque moderne, à timon-flèche articulé, il est vrai plus grand, et donc très exigeant en force de traction, que ce soient des bœufs endurants ou des chevaux puissants . En 850, la voiture du bateau d'Oseberg, sépulture magnifiquement préservée, montre l'art du charron scandinave : timon articulé sur axe métallique, roues à douze rayons, caisses sculptées magnifiquement pour le dernier voyage.
Probablement dès le VIIe siècle, les multiples formes du char paysan tendent à pérenniser des influences régionales : le monde méditerranéen et ce qui deviendra les terres d'Occitanie, tend à préférer la voiture à deux roues de grand diamètre et au timon porteur d'un joug adapté à la traction bovine pour les travaux des champs. Les contrées marquées par une ancienne culture gauloise résiduelle gardent le chariot à deux trains, un arrière-train à roues massives et plus grandes, un avant-train à roues plus petites.
Aux IXe et Xe siècles, la généralisation de la route (du latin ruptus) en rupture ou complément de la voie régulière, ainsi raccourcie ou sans péage, montre que les chars, mieux équilibrés, plus stables et mieux tractés par des chevaux plus puissants, des convois marchands franchissent allègrement les obstacles sans aménagements préalables.
Les progrès ont été continus du XIIe au XIIIeavec la généralisation du train avant mobile, le début de l'usage des sangles de cuir et des chaines métalliques, puis du XVIe au XVIIIe avec l'adoption des lames de ressorts et donc d'une véritable suspension à la caisse, par un dispositif amortisseur de choc entre les trains de roulage et le châssis du véhicule.
En Afrique du Sud, le grand char à bœufs des boers afrikaners, traçant son chemin dans le veld de l'hinterland ou les bushs de Namibie, constitue un vaisseau terrestre au summum du charronnage du milieu du XIXe siècle. Pouvant atteindre 10 mètres de long (en moyenne 5,5 m), équipé de roues arrière énormes (en moyenne bandage de 10 cm de large et 2 cm d'épaisseur), ce char portant en tous terrains une dizaine de tonnes de charge (en moyenne 8 t maximale) est tiré par des dizaines de bœufs (en moyenne 10 à charge légère à 20 en pleine charge). Le point faible provient de l'emploi de l'ocotea, bois dur exotique, pour les roues (moyeux, jantes, roues). Le séchage délicat était mal contrôlé en pays tropical, et les roues non humidifiées devenaient facilement sensibles et fragilisées dans les terribles milieux désertiques traversés.

## Histoire du char antique de guerre et de parade
Durant l'Antiquité et la Protohistoire, un char est un véhicule à deux ou quatre roues tiré par des animaux, notamment des chevaux. Il est utilisé pour la guerre durant les Âges du bronze et du fer ; devenu obsolète militairement, il continue d’être utilisé pour le voyage, la parade et dans les jeux.

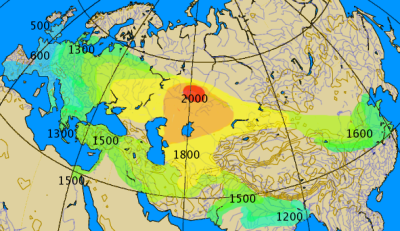
Propagation de l'usage du char de guerre dans l'Antiquité.

Les premiers chars antiques ont parfois eu quatre roues, mais cela est plutôt rare. Rappelons une innovation décisive permettant la fabrication des chars légers, auxquels on peut atteler des chevaux pour la bataille, est l’invention de la roue à rayons et jante (vers 2000 av. J.-C.). Une première hypothèse, concordante avec des observations archéo-zoologiques souvent banales, peut être proposée : à cette époque et dans les régions où se développent les premières grandes civilisations urbaines, les chevaux ne pouvaient supporter le poids d’un homme pendant une bataille : le cheval sauvage est parfois à peine plus gros qu’un poney. Les chars de guerre sont alors très efficaces sur un champ de bataille plat et dégagé, et décident de l’issue des guerres, pendant près de sept siècles (peut-être jusqu'à la bataille de Qadesh). Puis, les chevaux domestiques gagnent en force et en taille, par la sélection induite par l'élevage et une alimentation plus abondante, tandis que la taille et le poids moyens des hommes diminuait lentement bien après le passage d'une alimentation de chasseurs nomades à une alimentation d'agriculteurs sédentaires. Les techniques permettant la monte se développent, car la cavalerie est aussi moins coûteuse en chevaux (un cheval par homme).
Une seconde hypothèse pose l'essor concomitant vers 1500 av. J.-C. de la métallurgie du fer et du cheval monté, notamment chez les Hittites, également experts en charrerie. Elle essaie de prouver la spécialité orientale de la cavalerie montée, même au-delà de la généralisation de la métallurgie du fer vers -1000 av. J.-C. Selon cette hypothèse, la bataille de Qadesh, victorieuse selon l'écriture pharaonique, paraît un choc d'armées confus et complexe.
D'une manière générale, les chars de combat, assez rapidement obsolètes quelles que soient leurs techniques innovantes, sont donc supplantés par la cavalerie, et ne connaissent plus souvent à terme qu’un usage civil : transport de personnes, de marchandises, et à l'époque antique, jeux de courses. Les courses de chars ont continué à Constantinople jusqu’au VIe siècle de notre ère.

### Formes primitives

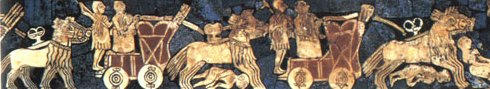
Chars d'Ur.

La plus ancienne représentation de véhicules dans un contexte militaire date du XXVIe siècle av. J.-C., sur un coffre de bois orné en provenance d'Ur. Elle représente des chariots, avec deux essieux et tirés par des bœufs ou des onagres.
La gravure ci-contre montre clairement les deux soldats montés sur chaque char : l'un tient les rênes, tandis que l'autre est armé d'une lance. Le char est équipé d'un carquois qui contient les javelines. Les rênes tenues par le conducteur passent par un guide à deux anneaux, et sont reliées à un anneau passé dans la cloison nasale du cheval et non un mors.
Les soldats sont protégés par des casques et des tabliers. Les chevaux sont également protégés à l'avant par un tablier. Ces chariots a quatre roues pleines étaient très stables, sans être forcément très lourds, puisque la nacelle était en osier tressé, selon les trouvailles faites ou reconstituées. Ces chars étaient tirés par deux ou quatre onagres de taille médiocre. On distingue également sur la gravure les ennemis renversés et blessés par la force du choc des chars lancés à pleine vitesse.
Les chars à bœufs plus lourds et plus lents faisaient généralement partie du train de bagages, et étaient inadaptés à une utilisation en combat. Les Sumériens avaient aussi des chariots plus légers, tirés par quatre onagres, mais dotés de roues pleines en bois. La roue à rayons n’apparaît pas en Mésopotamie avant le milieu du IIe millénaire av. J.-C.
Les historiens débattent pour décider si l’invention de la roue a suivi ou précédé la domestication du cheval, afin de savoir si c’est l’équitation ou la guerre en char qui a, la première, influencé l’art de la guerre et afin de déterminer la place de chacune. Mais la plupart des experts s'accordent à insister sur l'utilisation pacifique du char à ses débuts. En effet il servait principalement à l'agriculture et aux transports.

### Les Indo-Iraniens

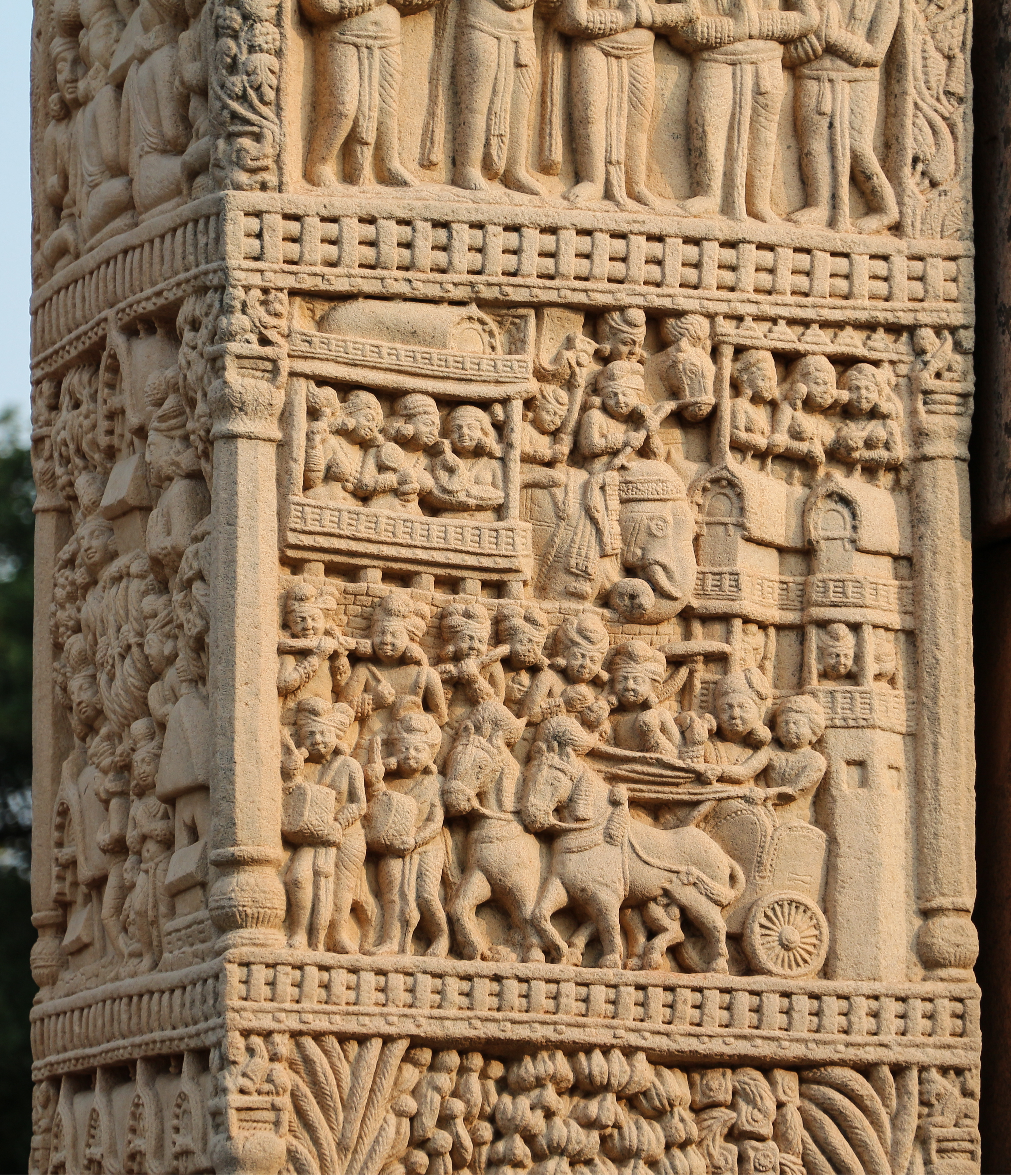
Char gravé dans le stupa de Sanchi

Les premiers chars de guerre connus sont des chars funéraires de la culture d'Andronovo, dans l'actuelle Russie et le Kazakhstan moderne, vers 2000 av. J.-C. Cette culture est influencée par la culture Yamna. Ses sites sont puissamment fortifiés, on y pratique la métallurgie du bronze à un niveau jamais atteint auparavant, et les pratiques funéraires présentent des réminiscences des rites aryens connus par le Rigveda. Les chars des tombes de Sintashta-Petrovka ont des roues à rayons.
Les chars sont un élément important de la mythologie des Indo-Iraniens et de la mythologie hindoue, tout comme dans la mythologie perse : la plupart des dieux du panthéon perse sont représentés sur un char de guerre. Le mot sanskrit pour un char, ratha, est commun à tous les Proto-indo-européens pour désigner la roue, et a donné en latin la rota. 
Hérodote rapporte que les chariots étaient très utilisés dans la plaine entre Pont et mer Caspienne.
Xénophon mentionne dans l'Anabase ainsi que dans la Cyropédie l'utilisation par les Perses de chars de guerre munis de faux fixées aux essieux des roues dont il fait la description :
"εἶχον δὲ τὰ δρέπανα ἐκ τῶν ἀξόνων εἰς πλάγιον ἀποτεταμένα καὶ ὑπὸ τοῖς δίφροις εἰς γῆν βλέποντα, ὡς διακόπτειν ὅτῳ ἐντυγχάνοιεν."

"Ils [les chars] étaient munis de faux fixées aux essieux, disposées en oblique et sous les chars en direction du sol afin d'anéantir quiconque irait à leur rencontre."
Il y a quelques représentations de chars sur les sculptures de grès des monts Vindhya, en Inde. Deux d'entre elles ont été trouvées à Morhana Pahar, dans le district de Mirzapur. L'une représente un attelage de deux chevaux ; seule la tête de l'homme qui les conduit est visible. L'autre est tiré par six chevaux, possède six roues à rayons, et son cocher est debout dans un grand chariot fermé. Ce char/chariot est attaqué par un groupe, dont un homme, muni d'un bouclier, qui se place sur le chemin du char et un autre qui lui tire dessus avec un arc et des flèches sur son flanc droit. Il a été suggéré que ces dessins représentent une scène réelle, s’étant déroulée quelque part dans la plaine du Gange, occupée par des tribus de chasseurs. Ils représenteraient donc une technologie étrangère. Les chars gravés de façon très réaliste dans le stūpa de Sanchi sont datés du Ier siècle av. J.-C.

### En Chine
Les plus anciennes tombes à char de Chine ont été découvertes en 1933 à Hougang, dans le centre de la province d’Henan, et datent du règne de Wu Ding, de la dynastie Yin vers 1200 av. J.-C. ; ce sont des chars à rayons multiples introduits depuis le nord et le nord-ouest, semblables à ceux du Caucase, par opposition aux roues à 4 ou 6 rayons du Proche-Orient ancien ; ils apparaissent à la suite d'une immigration indo-européenne ou d'un simple échange technologique. Les chars étaient connus avant, au moins depuis la dynastie Xia (XVIIe siècle av. J.-C.)[réf. nécessaire]. Pendant la dynastie Shang, les défunts de rang royal étaient inhumés avec un mobilier complet et des serviteurs, dont un char, des chevaux et un cocher. Les chars Shang sont souvent attelés de deux chevaux, mais des chars à quatre roues sont parfois découverts dans les tombes. L’équipage comprend un aurige, i.e. un cocher appelé yushou, un archer, et parfois un troisième homme armé d’une lance ou d’un poignard-hache, le ge. L’utilisation militaire de chars en Chine atteint son apogée du VIIIe au Ve siècle av. J.-C. L'abandon du modèle seigneur/esclaves pour un modèle féodal aurait encouragé les paysans à travailler davantage leurs terres, et aurait conduit à une croissance démographique et une expansion géographique permettant l'établissement de larges armées de soldats. Aussi, s’ils apparaissent dans un plus grand nombre de batailles, ils sont de plus en plus souvent mis en échec par cette infanterie.
Les chars deviennent obsolètes en Chine durant la période des Royaumes combattants, principalement à cause de l’invention de l’arbalète et de l’adoption par les armées chinoises des archers montés de la cavalerie nomade, plus efficaces.

### Moyen-Orient

#### Hittites

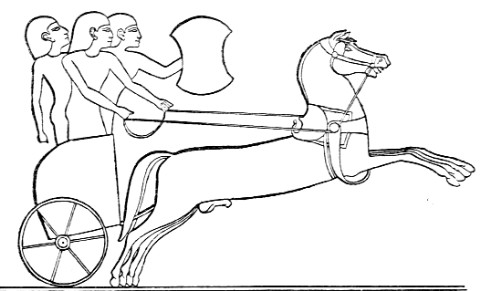
Gravure égyptienne représentant un char hittite

Le Mitanni semble être responsable de l’introduction du cheval attelé et du char de guerre à l’Âge du bronze dans le Moyen-Orient. Le plus vieux témoignage de char de guerre est le texte d’Anitta (XVIIIe siècle av. J.-C.), en Hittite : il mentionne quarante attelages de chevaux (40 ṢÍ-IM-DÌ ANŠE.KUR.RAḪI.A) au siège de Salatiwara. Comme seuls des attelages sont mentionnés, la présence de chars de guerre est considérée comme incertaine. Le premier cas avéré de chars de guerre dans l’empire hittite date du siècle suivant (Hattushili Ier). Un autre texte hittite traitant du dressage des chevaux est daté du XVe siècle av. J.-C.
Les Hittites étaient renommés comme combattants en char de guerre. Ils inventent un nouveau type de char, avec des roues plus légères, avec quatre à huit rayons, emportant trois combattants au lieu de deux. Sur les chars hittites, l'essieu est déplacé vers l'arrière du char, ce qui assure sa stabilité longitudinale. La prospérité des Hittites dépendait largement de leur contrôle des routes commerciales et des ressources naturelles, dont le métal. Lorsqu’ils prennent le contrôle de la Mésopotamie, la tension s’accroît avec leurs voisins Assyriens, Hourrites et Égyptiens. Sous le règne de Suppiluliuma Ier, les Hittites font la conquête de l'actuelle Syrie, peut-être même en portant leur hégémonie sur le vieil imperium d'Assur, à l'origine de l'Assyrie. Pour empêcher leur progression triomphante vers le sud, l'Égypte pharaonique intervient et mène son armée près de l'Oronte. La bataille de Qadesh en 1274 av. J.-C. est la plus grande bataille de chars de l’histoire antique, avec cinq mille chars de guerre engagés dont 2 000 chars légers égyptiens et 3 000 chars en général lourds à trois chevaux hittites[réf. nécessaire].

#### Égypte

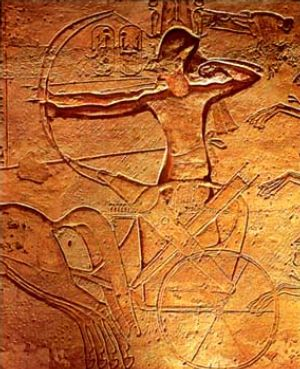
Ramsès II à la bataille de Qadesh (1274 av. J.-C.)

Les légers chars de guerre, de course ou de chasse, à fond de lanière de cuir, et avec eux, l'élevage sélectionné du cheval, apparaissent en Égypte sous le règne des Hyksôs au XVIe siècle avant notre ère et se développent dans l'Égypte impériale de la XVIIIe dynastie. L’art égyptien, comme l’art assyrien, ont laissé de nombreuses représentations de chars de guerre, dont certains richement ornés. L’arc est la principale arme offensive des chars égyptiens et assyriens. Les Égyptiens inventent le joug pour leurs chevaux vers 1500 av. J.-C. Les exemplaires les mieux conservés de chars égyptiens sont les six qui se trouvaient dans la tombe de Toutânkhamon.

#### Dans la Bible
Les chars de guerre sont fréquemment évoqués dans l’Ancien Testament, particulièrement par les prophètes, comme des symboles de puissance ou de gloire. La première mention se trouve dans l’histoire de Joseph, dans la Genèse.
Les chars de fer sont aussi évoqués dans le livre de Josué et le livre des Juges comme des armes des Cananéens. Plus tard, le premier livre de Samuel rapporte l'utilisation de chars par les Philistins en très grande quantité (900 chars dans les Juges, 30 000 dans le livre de Samuel) mais sans préciser leur qualité : c'est à cette époque que le fer est devenu commun, mais ce grand nombre peut aussi intégrer des chars de qualité moindre. Ces Philistins sont cependant parfois identifiés avec les Peuples de la mer ou les Mycéniens primitifs. La Bible compte d’autres passages où le char est cité.

#### L’Âge du fer en Mésopotamie
Probablement à partir des Hittites et du Mitanni, le char se répand dans toute la Mésopotamie et l’Élam au Ier millénaire av. J.-C. Les Assyriens et les Babyloniens en font un grand usage, bien que son utilité militaire soit de plus en plus restreinte. Le char est alors bien plus un symbole militaire et un moyen de transport royal. Sur un bas-relief de Ninive à la date estimée vers 658 av. J.-C., Assurbanipal parade sur une voiture de chasse dont les deux roues légères du train sont ostensiblement cloutées sur leur circonférence et possèdent chacune un moyeu relié à la jante par huit rayons.
Les Perses succèdent à Élam au milieu du Ier millénaire av. J.-C. Ils sont les premiers à atteler quatre chevaux, au lieu de deux, à leurs chars. Ils inventent aussi un type de char avec des roues équipées de lames acérées. Cyrus a fait un grand usage de ces chars. Hérodote mentionne que la satrapie de l’Indus fournissait à l’empire des renforts de cavalerie et de chars à l’armée de Xerxès. Dès cette époque, la cavalerie est bien plus efficace et maniable que les chars, et la défaite de Darius III à Gaugamèles (331 av. J.-C.), où les troupes d’Alexandre le Grand se contentent d’ouvrir les rangs pour laisser passer les chars à faux (en) et attaquer ensuite, marque le déclin de l'utilisation des chars à la guerre. On en fera cependant encore usage dans les royaumes hellénistiques jusqu'à la conquête romaine.

### Europe septentrionale
Un certain nombre de pétroglyphes nous sont parvenus, datant de l’Âge du bronze, et représentant des chars, comme celle d’une tombe royale de la fin du IIe millénaire av. J.-C. Le char du Soleil (sculpture) de Trundholm, au Danemark, est daté d'environ 1400 av. J.-C. Les chars (en sculptures, gravures ou pétroglyphes) sont munis de roues à 4 rayons. Le char n’est composé en fait que du Soleil lui-même, posé sur l’essieu, et des roues. Il est possible que le Soleil conduise le char, ou qu’il soit le char lui-même. Il demeure néanmoins que la présence d'un char, même cultuel, à cette époque sur le territoire scandinave, reste tout à fait remarquable, voire unique.

### Europe centrale et occidentale

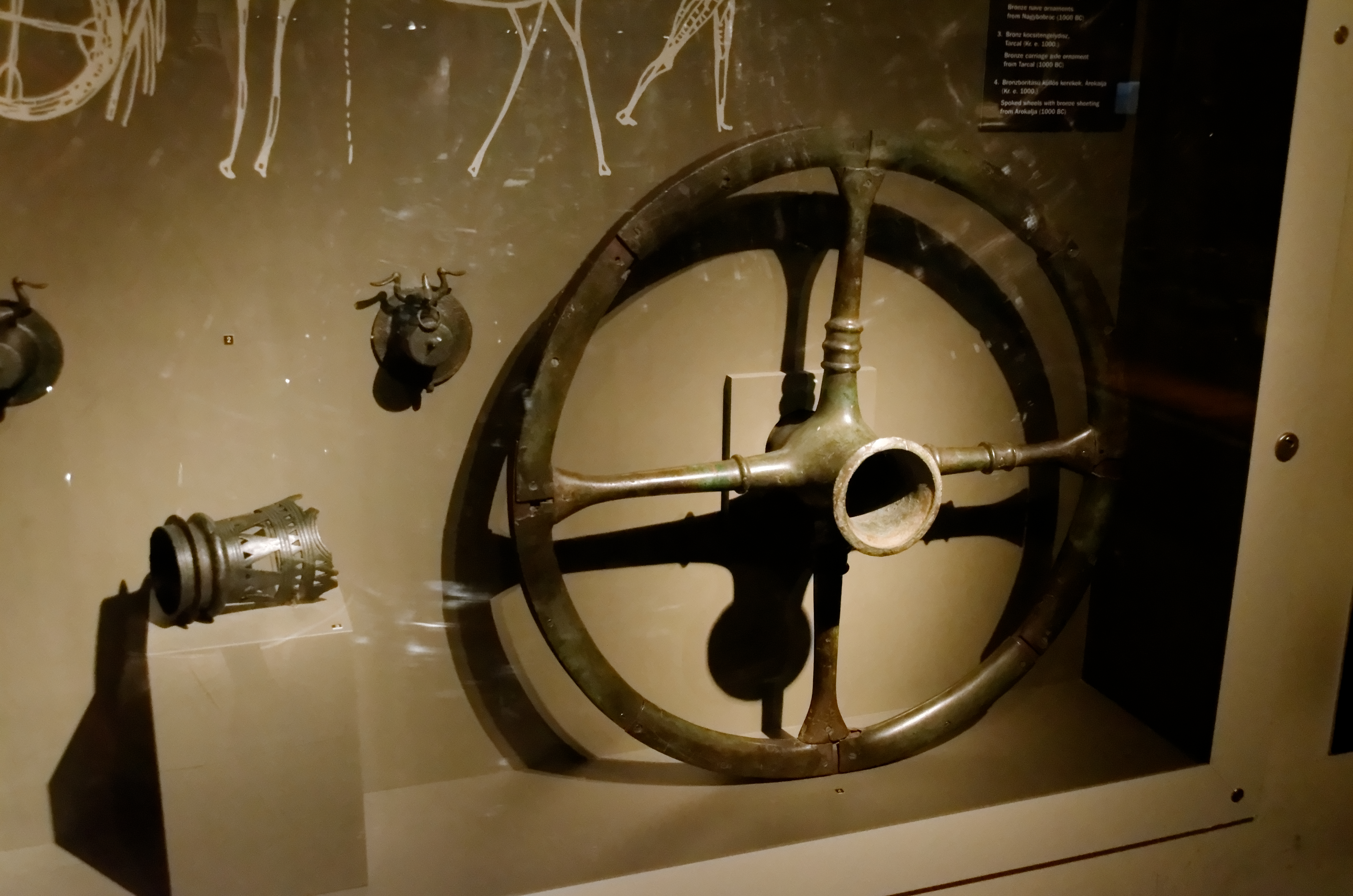
À droite : Roue à rayon et plaquage de bronze. Árokalja (Hongrie). À gauche : Ornement d'axe en bronze provenant d'un char retrouvé à Tarcal. 1000 av. J.-C. Musée national hongrois.

### Les Étrusques
Le seul char étrusque en bon état date d'environ 530 av. J.-C.. Trouvé dans une tombe à char, il est orné de plaques de bronze rappelant le chaudron de Gundestrup, et ses roues ont neuf rayons.

### Les Celtes
Les Celtes ont été des fabricants de chars réputés ; le mot français char vient d’ailleurs indirectement, du gaulois karros qui a la même origine indo-européenne que le latin classique currus et l'a d'ailleurs supplanté en latin populaire. Les chars jouent un rôle important dans la mythologie celtique irlandaise, notamment auprès du héros Cúchulainn. On connait le nom de plusieurs types de véhicules utilisés par les Celtes antiques, parmi lesquels l'esseda, la reda, le petoritum, et d'autres comme peut-être le pilentum et le colisata, ce dernier cité par Pline.
Les chars celtes à deux roues de la période de la Tène (alors qu'ils étaient munis de quatre roues au cours de la civilisation de Hallstatt) sont attelés de deux chevaux et font à peu près deux mètres de large sur quatre de long. Les jantes en fer sont probablement une invention celte. Excepté les jantes et les pièces de fer de la nacelle, les chars sont fabriqués en bois ou en vannerie. Quelquefois, des anneaux de fer renforcent les attaches. Les Celtes apportent une autre innovation, l’essieu libre, suspendu à la plate-forme par des liens. Les chars celtes sont ainsi bien plus confortables sur un terrain irrégulier.
Les Bretons insulaires utiliseront les chars de guerre jusqu'au IIIe siècle apr. J.-C. Le char breton était maniable et permettait aux Bretons de combiner l'agilité de l'essedaire (« conducteur du char », nom venant du gaulois latinisé esseda désignant le char celtique) à la solidité du fantassin. En effet, le char breton comportait toujours deux passagers : un conducteur et un combattant. Le combattant n'hésitait pas à mettre pied à terre pour affronter l'ennemi tandis que le conducteur du char se tenait prêt à le récupérer, pour ensuite prendre la fuite si nécessaire. Cette stratégie du char de guerre fut notamment utilisée par les Bretons contre César en 55 av. J.-C., lors de ses expéditions dans l'Île de Bretagne.

### Mycènes
Les Mycéniens utilisaient eux aussi les chars de guerre. Les comptes en linéaire B, principalement à Cnossos, accordent une grande place aux chars de guerre en stock (wokha) et à leurs pièces de rechange, en distinguant les chars démontés des chars assemblés. En linéaire B, l’idéogramme pour le char de guerre  est un dessin abstrait, composé de deux roues à quatre rayons. Les chars ne sont plus utilisés pour la guerre après la chute de la civilisation mycénienne. Dans l’Iliade, les héros se déplacent toujours en char, mais en descendent pour combattre l’ennemi. Les chars ne sont plus utilisés que pour les courses dans les jeux publics, ou pour les défilés, et conservent la même apparence. Dans les récits homériques, les chars décrits par Homère sont toujours de construction légère, couverts d'une housse lorsqu'ils ne servent pas, et ne peuvent emporter qu’une seule personne. L’Iliade décrit aussi une course de chars, pour les funérailles de Patrocle.

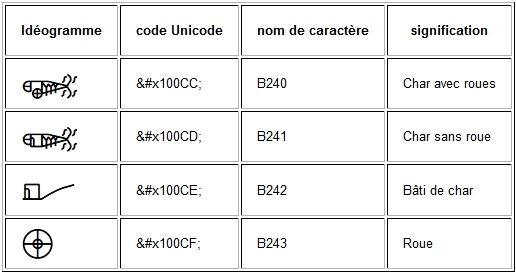
Idéogrammes du linéaire B relatifs aux chars

### Grèce classique

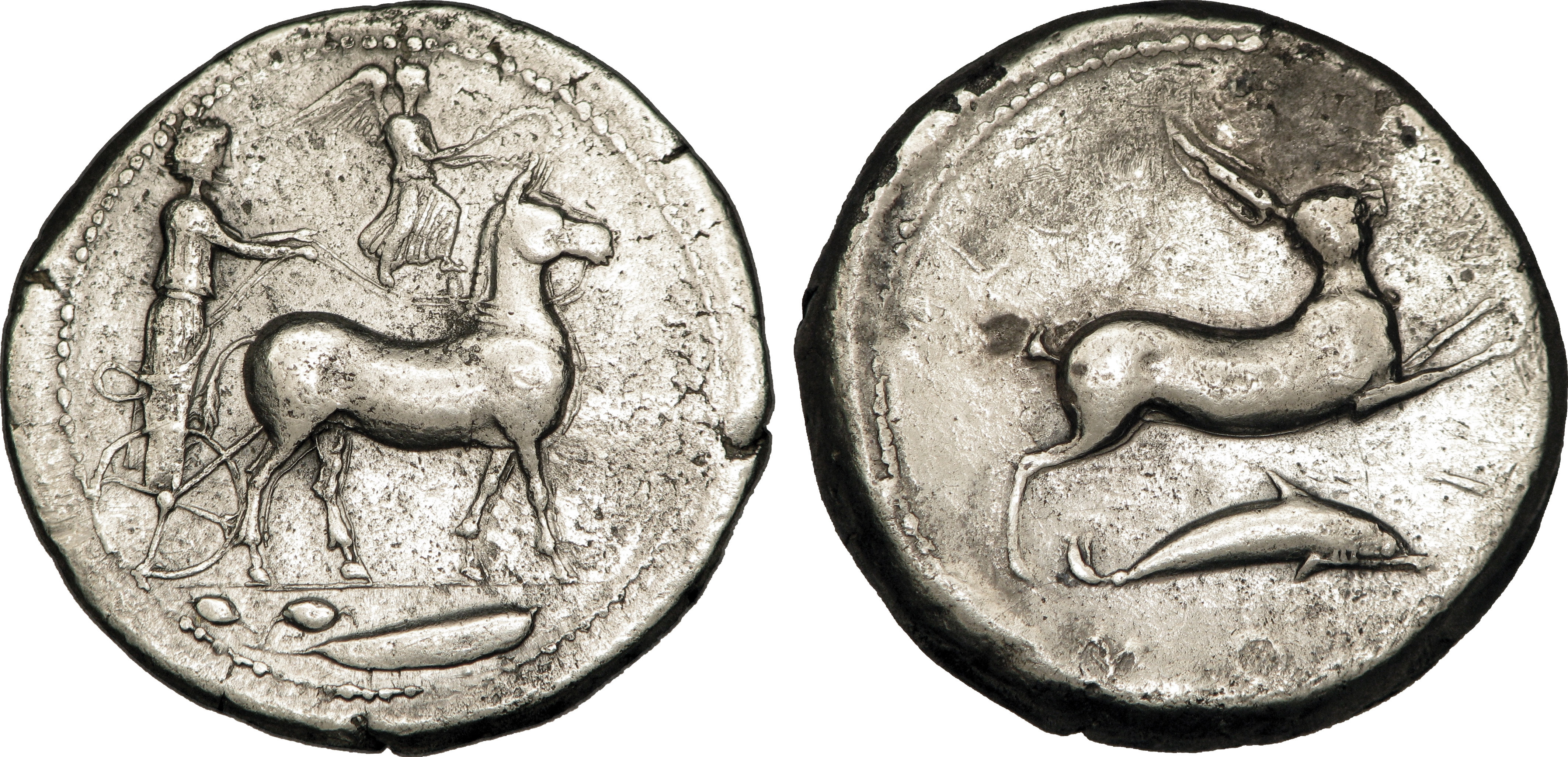
Tétradrachme en argent représentant un char à deux roues tiré par une mule et dirigé par un aurige

Il existe déjà une cavalerie (peu efficace) en Grèce classique, le terrain caillouteux de la Grèce continentale étant aussi impraticable aux chars légers qu’aux chevaux non ferrés ; sur de longues distances parcourues journellement, les sabots sont usés ou blessés par les cailloux, et jusqu’à l’invention du fer, il arrivait souvent qu’une part non négligeable des chevaux clopinent en arrivant sur le champ de bataille. Cependant, le char conserve un statut prestigieux, notamment à travers la poésie épique et reste utilisé lors de courses de chars qui semblent bien présentes dès le début des Jeux olympiques en -620 ou des Jeux Panathénaïques.
Les chars grecs sont conçus pour être tirés par deux chevaux placés de chaque côté d’un timon. Quelquefois, deux chevaux sont ajoutés, attachés de chaque côté de la paire principale, par une simple barre montée à l’avant du char. Les pieds de l’automédon (conducteur du char), qui est assis, sont posés sur une planche montée à l’avant du char, très près des jambes des chevaux. Le bige n’est qu’un simple siège posé sur l’essieu, avec une barre de chaque côté du conducteur afin de le garantir des roues.
La nacelle du char continue d’être posée directement sur l’essieu. Il n’y a aucune suspension, ce qui en fait un moyen de transport pour le moins inconfortable. À l’avant et sur les côtés un garde-corps semi-circulaire d’environ un mètre de haut protège éventuellement d’une attaque ennemie. L’arrière est ouvert, permettant de monter et de descendre facilement du char. Sauf sur les chars de course, il n’y a pas de siège et juste assez de place pour le conducteur et un (une) passagèr(e).
Le timon est probablement fixé au milieu de l’essieu. Au bout du timon se trouve le joug, qui consiste en deux harnachements légers étranglant les chevaux, attaché par de larges lanières autour du torse du cheval. Le harnachement est complété par une bride et une paire de rênes, identiques à celles utilisées jusqu’au XIXe siècle, faites en cuir et parfois ornées de perles, ivoire ou métal. Les rênes passent par des anneaux fixés sur les bandes du collier du cheval et sont assez longues pour que l’automédon puisse les enrouler autour de son corps et ainsi se défendre.
Les roues comme la nacelle sont souvent en bois, renforcées de fer ou de bronze. Elles ont quatre ou huit rayons et sont équipées de jantes en fer ou en bronze.
Ce modèle de char est courant dans tout le bassin méditerranéen à l’époque, les principales différences résidant dans les méthodes de fixation.

### Rome antique

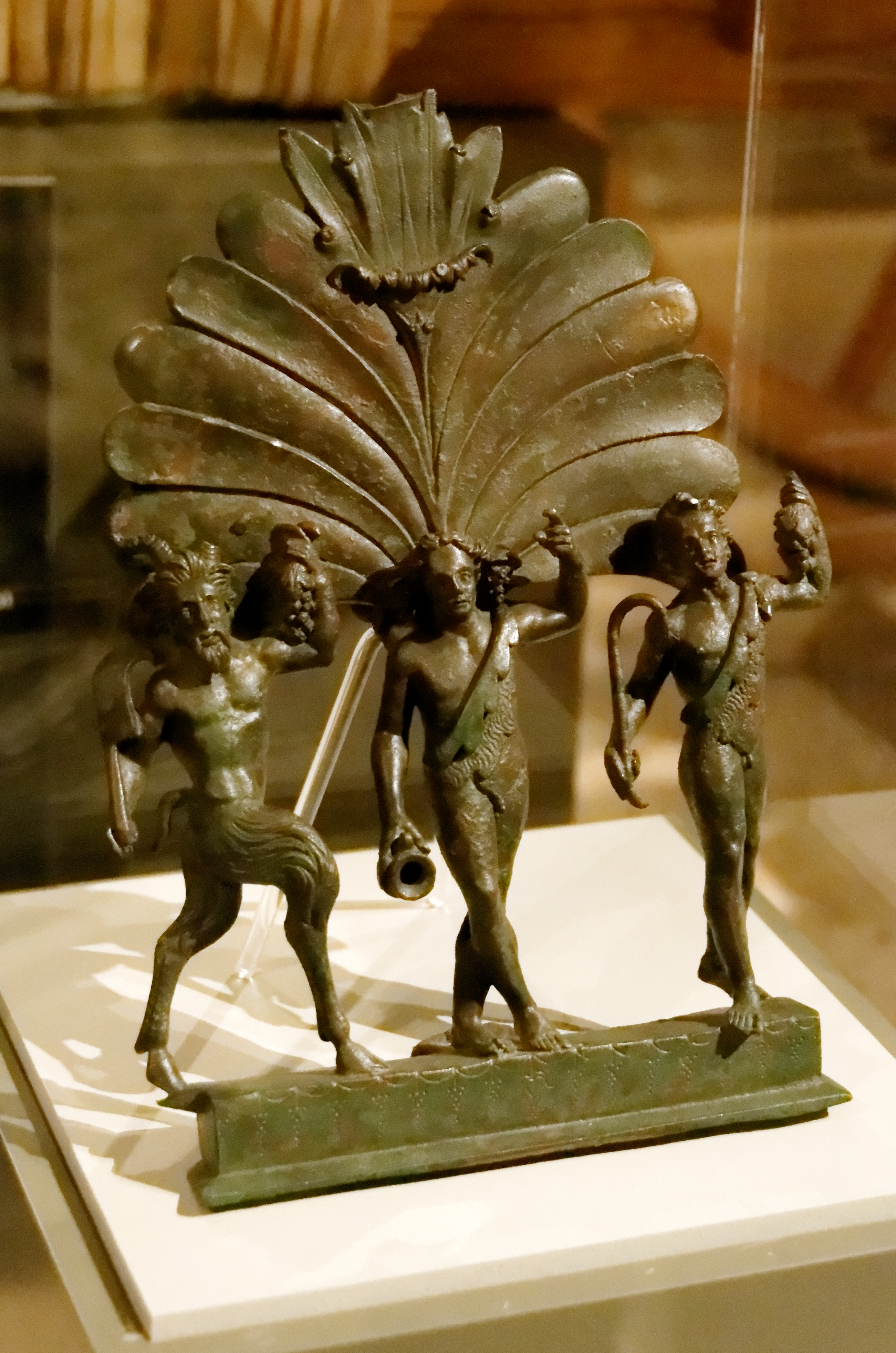
Plaque ornementale en bronze d'un char romain représentant de gauche à droite, Pan, Bacchus et un Satyre. II

Les Romains ont probablement connu le char par l’intermédiaire des Étrusques, qui l’avaient eux-mêmes importé de Grèce ou de Gaule. Les Romains sont cependant influencés directement par les Grecs, notamment après la conquête de la Grèce continentale en 146 av. J.-C.
Les Romains ont érigé un vaste réseau centré de voies, à l'origine militaire, afin de transporter par char véloce matériel et troupes, avec l'aide de relais de poste ou stations tous les quatre milles romains (environ 6 km) où il était possible de se désaltérer, manger, changer les chevaux ou au besoin se reposer. La via Appia, partant de Rome, avait 20 mètres de large.
Sous l’Empire, les chars ne sont pas utilisés au combat. Ils sont réservés aux parades, notamment pour les entrées triomphales présentant les esclaves captifs ou prisonniers attachés symboliquement au char du vainqueur, et aux courses, principalement au Circus Maximus. La piste est assez large pour faire courir 12 chars de front, les deux côtés de la piste étant séparés par un large mur, la spina. La popularité des courses de char qui triomphe sous l'Empire se maintient jusqu’à l’Empire byzantin, qui les pratique sur l’hippodrome de Constantinople, alors que les Jeux olympiques ont été interrompus en 396. Elles ne déclinent qu’après la sédition Nika, au VIe siècle.
Les Romains n’ont à affronter qu’occasionnellement des armées utilisant des chars : les révoltes celtes (voir plus haut), et, en 86 av. J.-C. à la bataille de Chéronée contre Mithridate du Pont ; mais il s’agit là plus probablement d’une manœuvre visant à déstabiliser les légions.

## Filiation moderne
Le rôle tactique des chars antiques de rapidité, de percée et de poursuite de l'ennemi a été repris dès l'Antiquité par la cavalerie, puis dans la guerre moderne par le char d'assaut et les blindés en général. Peu après la Première Guerre mondiale, juste après l’introduction des chars blindés, il y eût également des side-cars équipés de mitrailleuses et des auto-mitrailleuses jouant le même rôle que le char antique ou la cavalerie. On peut également signaler le tachanka russe, qui utilise brièvement le concept de chars à chevaux, en étant armé de mitrailleuses, mais c’est en fait plus une version légère de l’artillerie à cheval utilisée depuis plus d’un siècle sur les champs de bataille européens.
Sur les techniques artisanales en rapport avec le transport, consulter l'association Instrumentum.